# New Harbor

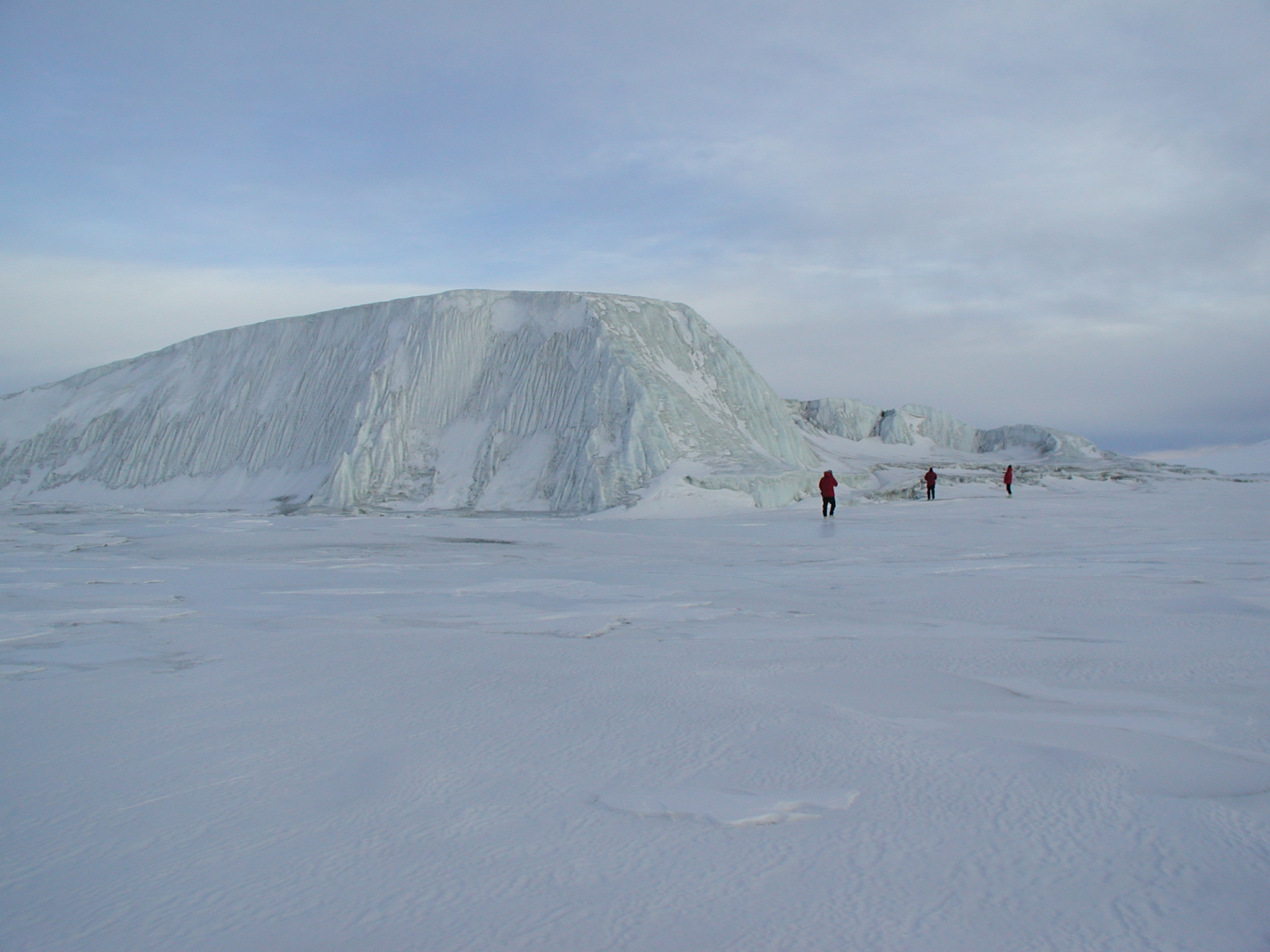
New Harbor

New Harbor (in italiano nuovo approdo) è una baia situata sulla costa di Scott, nella parte centro-occidentale della Dipendenza di Ross, in Antartide. La baia, che è completamente ricoperta dalla banchisa, è larga circa 15 km ed è delimitata da capo Bernacchi, a nord, e da punta Butter, a sud.
All'interno della baia si gettano, tra gli altri, il ghiacciaio Ferrar, da ovest, e il ghiacciaio Herbertson, da sud.

## Storia
Scoperta durante la spedizione Discovery del 1901-04 di Robert Falcon Scott, è stata chiamata così perché individuata mentre la nave Discovery navigava alla ricerca di un ancoraggio il più a sud possibile.